# Крамлинг, Пиа
Пиа Крамлинг (швед. Pia Cramling; 23 апреля, 1963, Стокгольм) — шведская шахматистка, гроссмейстер (1992). Двукратная чемпионка Европы (2003 и 2010). Лауреат приза «Оскар» (1983).
Чемпионка Швеции среди девушек и юношей (1976). Участница юношеского чемпионата Европы (1982/1983) — 6—11-е места. С начала 1980-х годов сильнейшая шахматистка Швеции; в мужском чемпионате страны (1987) — 2—3-е места. Успешно выступает в мужских международных соревнованиях: Копенгаген (1983) — 3—4-е; Гёусдал (1983) — 4—8-е; Стокгольм (1983/1984) — 3—6-е; Рейкьявик (1984) — 5—6-е; Биль (1984) — 6—8-е места.
В составе женской команды Швеции (1-я доска) трижды завоевывала индивидуальную золотую медаль — на Олимпиадах 1984,  1988 и 2022 годов. С 1985 участвует в соревнованиях на первенство мира: межзональный турнир (Гавана, 1985) — 3—5-е места; дополнительный матч-турнир (Стокгольм, 1985) — 1-е; турнир претенденток (Мальмё, 1986) — 4—5-е места. Лучшие результаты в других женских международных соревнованиях: Тбилиси (1984) — 6-е; Барселона (1984) и Смедеревска-Паланка (1985) — 1-е места.
В ноябре 2021 года в Риге она заняла 16-е место на турнире «Большая женская швейцарка ФИДЕ».

## Изменения рейтинга
| Графики недоступны из-за технических проблем. См. информацию на Фабрикаторе и на mediawiki.org. |

## Семья
Супруг — испанский гроссмейстер Хуан Мануэль Бельон Лопес, дочь Анна Йоланда.